# Rio María Linda
Rio María Linda é um rio centro-americano da Guatemala.